# Tipula (Indratipula) needhamana
Tipula (Indratipula) needhamana is een tweevleugelige uit de familie langpootmuggen (Tipulidae). De soort komt voor in het Oriëntaals gebied.